# Kgalagadi (peuple)
Pour les articles homonymes, voir Kgalagadi.
Les Kgalagadi sont une population bantoue d'Afrique australe vivant au Botswana.

## Ethnonymie
Selon les sources et le contexte, on observe différentes formes : Bakalahadi, Bakgalagadi, Balala, Kgalagadis, Kgalagari, Kgalahari.

## Langues
Leur langue est le kgalagadi, une langue bantoue dont le nombre de locuteurs était estimé à 40 000 en 2004. L'afrikaans, l'anglais et le tswana sont également utilisés.